# Cyperus mesochorus
Cyperus mesochorus är en halvgräsart som beskrevs av Geise. Cyperus mesochorus ingår i släktet papyrusar, och familjen halvgräs. Inga underarter finns listade i Catalogue of Life.